# Sciame di dicchi Kattsund-Koster

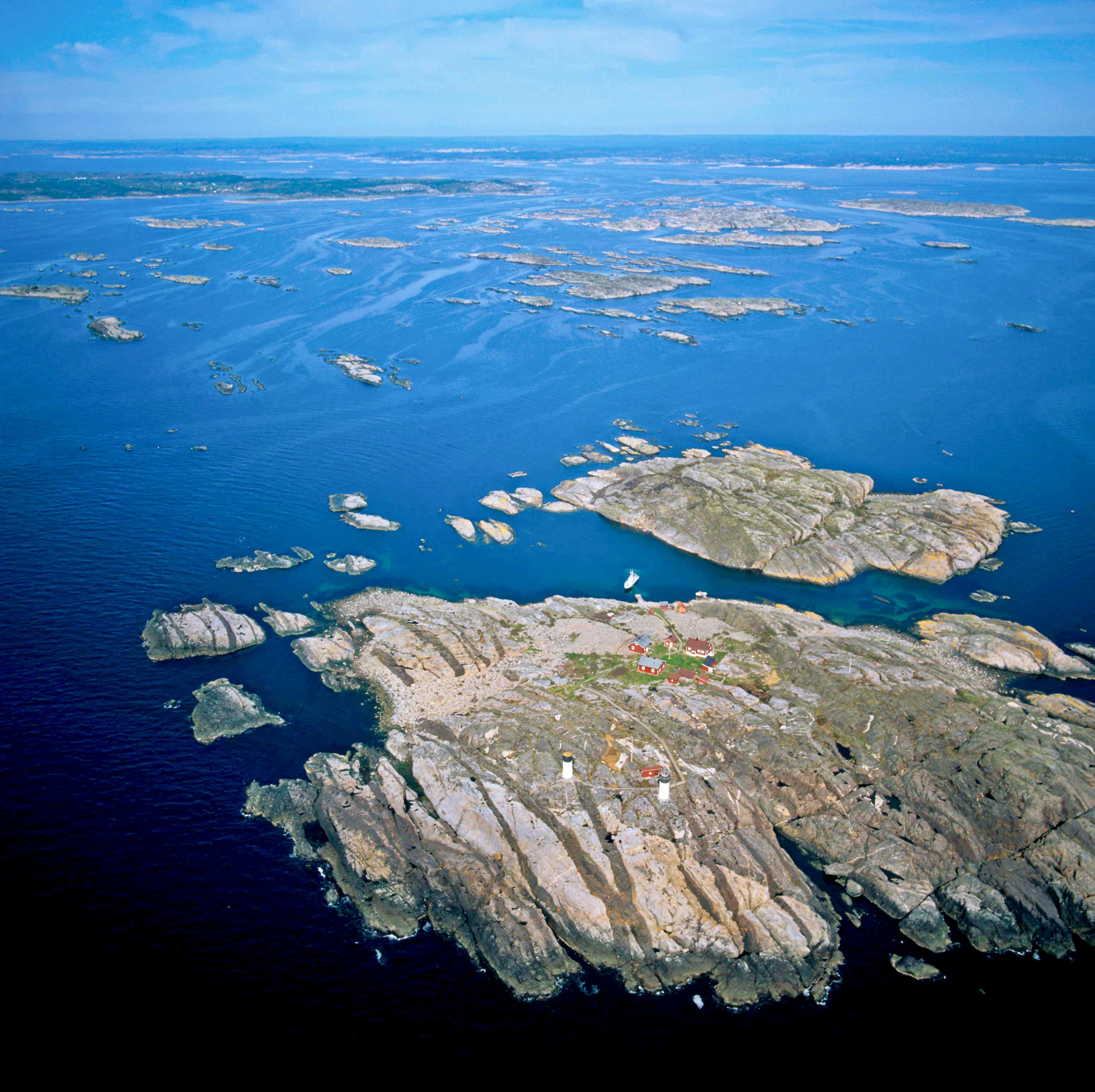
Dicchi di diabase e gabbro nelle Isole Koster, Svezia.

Lo sciame di dicchi Kattsund-Koster è uno sciame di dicchi risalenti al Mesoproterozoico che si trovano nella parte sudorientale della Norvegia e nella costa occidentale della Svezia. La denominazione è collegata al fatto che gli affioramenti più consistenti sono nelle Isole Koster della Svezia e Kattsund della Norvegia.
I dicchi sono prevalentemente costituiti da diabase di basalto tholeiitico, anche se alcuni hanno una composizione intermedia tra rocce felsiche e mafiche. Alcuni dicchi sono deformati e metamorfizzati in anfibolite.
La datazione radiometrica mostra che lo sciame di dicchi ha un'età di circa 1421 milioni di anni. I geologi ritengono che lo sciame sia collegato a una fase tettonica distensiva.